# 萎软石蝴蝶
萎软石蝴蝶（学名：Petrocosmea flaccida）为苦苣苔科石蝴蝶属下的一个种。

## 扩展阅读
- 維基物種上的相關：萎软石蝴蝶
- 维基共享资源上的相關多媒體資源：萎软石蝴蝶